# Strahinja Jovančević
Strahinja Jovančević (in serbo Страхиња Јованчевић?; Belgrado, 28 febbraio 1993) è un lunghista serbo.

## Biografia
Nato nell'ex Jugoslavia da una famiglia di serbo-montenegrini, Jovančević dopo alcuni anni spesi a gareggiare nei campionati balcanici ha esordito internazionalmente nel 2017 agli Europei indoor di Belgrado e alle Universiadi di Taipei. Nel 2019 ha vinto la medaglia di bronzo agli Europei indoor di Glasgow segnando un nuovo record indoor nazionale.

## Palmarès
| Anno | Manifestazione | Sede     | Evento         | Risultato | Prestazione | Note             |
| ---- | -------------- | -------- | -------------- | --------- | ----------- | ---------------- |
| 2017 | Europei indoor | Belgrado | Salto in lungo | 18º (q)   | 7,47 m      |                  |
| 2017 | Universiadi    | Taipei   | Salto in lungo | 8º        | 7,52 m      |                  |
| 2018 | Europei        | Berlino  | Salto in lungo | 14º (q)   | 7,69 m      |                  |
| 2019 | Europei indoor | Glasgow  | Salto in lungo | Bronzo    | 8,03 m      | Record nazionale |
| 2022 | Europei        | Monaco   | Salto in lungo | 19º (q)   | 7,34 m      |                  |
| 2023 | Europei indoor | Turchia  | Salto in lungo | 14º (q)   | 7,50 m      |                  |
| 2024 | Europei        | Roma     | Salto in lungo | 10º       | 7,62 m      |                  |